# 混合战争
混合战争，亦稱「混合戰」，是一种军事战略理论，由弗兰克·霍夫曼首先提出，它采用政治战，将常规战争、非常规战争和网络战与其他影响手段（例如假新闻）相结合，比如外交、法律和外国选举干预。通过将动态行动与颠覆行动相结合，攻击者意图避免归因或报复。混合战争概念因其所谓的模糊性、其构成要素有争议以及其所谓的历史扭曲而受到许多学者和实践者的批评。

## 定义
混合战争没有普遍接受的定义，学界还在争论这个词是否有用。一些人认为，这个术语过于抽象，而且只是最新术语，用来指对抗传统优势力量的非常规方法。该术语的抽象性意味着它经常被用作所有非线性威胁的包罗万象术语。
混合战争包括：
- 一个非标准的、复杂的、流动的对手。混合对手可以是国家，也可以是非国家行为体。例如，在2006年的以色列-真主党战争和叙利亚内战中，主要对手是国家体系内的非国家实体。非国家行为者可以充当国家的代理人，但也有独立的议程。例如，伊朗是真主党的赞助者，但是真主党的议程而不是伊朗的议程袭击了以色列军队，从而引发了以色列与真主党的战争。另一方面，俄罗斯对乌克兰的参与（2022年之前）可以被描述为传统的国家行为体发动混合战争（除了使用本地混合代理之外），但俄罗斯否认参与2014年乌克兰危机。[12][14]

- 常规方法和非常规方法相结合的使用。方法和战术可能包括常规能力、非常规战术、非常规编队、外交、政治、恐怖行为、无差别的暴力和犯罪活动。混合对手还可能使用秘密行动来避免归因或报复。这些方法可以通过统一的策略在各种冲突中同时使用。当前的一个例子是伊斯兰国的跨国野心、混合战术、结构化组织以及残酷使用恐怖主义作为其武器库的一部分。[11][15]

- 反应灵活、快速。例如，伊斯兰国对美国空中轰炸行动的反应是迅速减少检查站、大型车队和手机的使用。武装分子也散布在平民中。空袭造成的平民附带伤害可以作为有效的招募工具。[16]

- 使用先进武器系统和其他颠覆性技术。现在可以以便宜的价格购买此类武器。此外，其他新技术也正在适应战场，例如蜂窝网络。2006年，真主党装备了高科技武器，例如民族国家通常使用的精确制导导弹。真主党部队击落了以色列直升机，用巡航导弹严重损坏了一艘巡逻艇，并从隐藏的掩体中发射了制导导弹摧毁了重装甲坦克。它还使用空中无人机收集情报，与加密手机通信，并使用热夜视设备观察以色列军队的行动。[17]

- 利用大众传播进行宣传。大众传播网络的发展提供了强大的宣传和招募工具。使用假新闻网站传播虚假故事是混合战争的一个可能要素。[18][19]

- 三个截然不同的战场。他们是常规战场、冲突地区的平民和国际社会。

### 其他定义
美国陆军参谋长将混合威胁定义为包含“常规、非常规、恐怖分子和犯罪能力的多样化和动态组合的对手。”美国联合部队司令部将混合威胁定义为“任何对手 在作战空间中同时并适应性地采用常规、非常规、恐怖主义和犯罪手段或活动的定制组合。混合威胁或挑战者可能不是单一实体，而是国家和非国家行为体的组合。”
美国陆军在2011年将混合威胁定义为“正规部队、非正规部队、犯罪分子的多样化和动态组合，或这些力量和要素的组合，全部统一以实现互惠互利的效果。”北约北约使用该术语 描述“有能力同时采用常规和非常规手段以实现其目标的对手。”
美国前陆军参谋长小乔治·W·凯西谈到了一种未来将变得越来越普遍的新型战争：“非常规战争和常规战争的混合体。”根据2017年成立的欧洲中心卓越的应对混合威胁，“混合威胁是针对对手的漏洞的方法和活动”，其中“方法和活动的范围很广”。

### 与灰色地带的关系
灰色地带冲突或战争的概念与混合战争的概念不同，尽管两者密切相关，因为现代国家最常在灰色地带应用非常规工具和混合技术。然而，处于灰色地带的国家使用的许多非常规工具，例如宣传活动、经济压力和利用非国家实体，并没有跨越正式的国家层面侵略的门槛。

## 效力

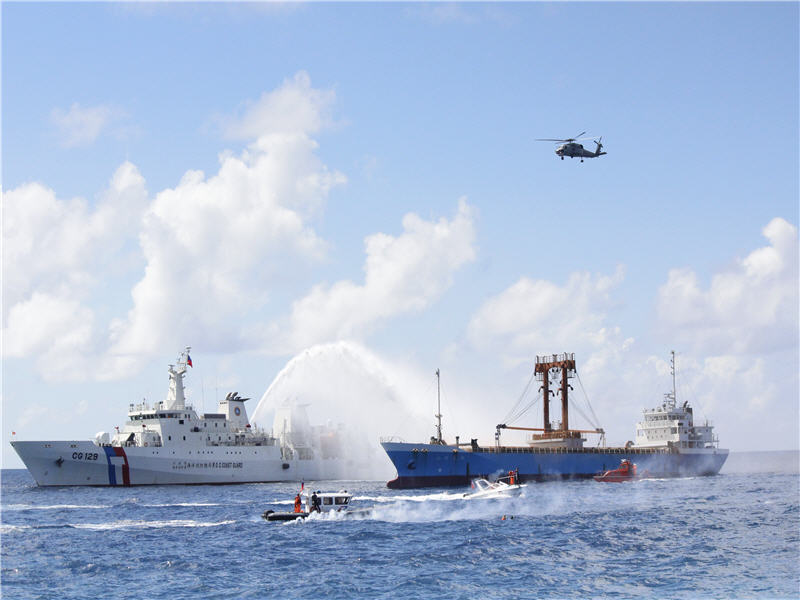
台湾机构反混合战演习

传统军队发现很难应对混合战争，因为很难就冲突的根源达成一致。《全球安全评论》发表的文章《什么是混合战争？》 将混合战争的概念与俄罗斯的“非线性”战争概念进行了比较，后者将其定义为“部署常规和非常规军事力量，并结合心理、经济、政治和网络攻击”。该文章部分地将困难归因于北约用来定义战争概念的“严格”或静态军事分类法。
为了应对混合威胁，硬实力往往是不够的。通常情况下，冲突是在不为人知的情况下发展的，即使是“快速”反应也为时已晚。压倒性的力量不足以起到威慑作用。许多传统军队缺乏不断改变战术、优先事项和目标的灵活性。

## 历史
回顾过去三千年来处理宣传和治理的哲学家的著作时，会发现混合战争并不像今天许多社会人类学家所认为的那样是一个新概念。传统战争和非传统战争的结合 不规则方法并不新鲜，历史上一直在使用。这种类型的战斗的一些例子可以在美国独立战争（乔治·华盛顿的大陆军与民兵部队的结合）和拿破仑战争（英国正规军与西班牙游击队合作）中找到。
人们可以在19世纪的小型冲突中找到混合战争的例子。例如，1837年至1840年间，危地马拉保守党农民叛乱领袖拉斐尔·卡雷拉采用古典游击战术与常规行动相结合的战略，对自由党和中美洲联邦政府发动了一场成功的军事行动。卡雷拉的混合作战方式使他比数量上和装备精良的敌人更具优势。
苏联在1944年进行了混合战争的早期案例。当图瓦军队远赴欧洲，与红军一起对抗德意志第三帝国时，莫斯科通过向图瓦政府施压要求加入苏联，吞并了图瓦人民共和国。

### 1945年后
越南战争中双方都采用了混合战争策略，美国利用中央情报局支持老挝内战各方和柬埔寨内战以及越南境内的少数民族群体，而苏联则支持越共游击队。

### 1989年后
冷战的结束创造了美国军事力量占主导地位的单极体系。尽管这缓和了传统冲突，但利用常规军事结构弱点的地区冲突和威胁正变得越来越频繁。
与此同时，非国家行为者的复杂性和杀伤力有所增加。他们装备精良，拥有技术先进的武器，而且现在可以以低廉的价格买到。同样，手机和数字网络等商业技术也正在适应战场。另一个新要素是非国家行为者在现代体系中持续存在的能力。

## 现代范例

### 2006年以色列-真主党战争
最常被引用的混合战争例子之一是2006年以色列和真主党之间的冲突。真主党是一个由伊朗赞助的非国家行为体。虽然该组织经常充当伊朗的代理人，但它也有自己的议程。是真主党的政策，而不是伊朗的政策，导致了以色列军队的绑架，这是战争的推动力。这场战争的特点是，约3,000名真主党战士潜入当地居民中，遭到约30,000名以色列正规军的攻击。
该组织使用由游击队和正规军组成的分散组织，配备国家使用的武器，如反坦克导弹、火箭、武装无人机和先进的简易爆炸装置。真主党组织击落了以色列直升机，损坏了梅卡瓦坦克，通过加密手机进行通信，并利用夜视仪和热成像设备监视以色列军队的行动。伊朗圣城军特工充当先进系统的导师和供应商。
真主党利用大众传播立即传播战场照片和视频，主导整个冲突的认知战。以色列并没有输掉战场上的战争，而是输掉了信息战，因为当时人们普遍认为以色列失败了。

### 2014年伊斯兰国挺进伊拉克
伊拉克和黎凡特伊斯兰国 (ISIL) 是一个非国家行为体，针对伊拉克常规军队使用混合战术。伊斯兰国有着过渡性的愿望，并使用非常规战术，常规战术和恐怖主义。作为回应，伊拉克采取了混合策略，利用非国家和国际行为体来反击“伊斯兰国”的前进。美国是一个混合参与者，结合使用了传统空中力量、伊拉克政府军顾问、库尔德武装、宗教民兵；它还训练了叙利亚境内的反对派武装。混合战争是由追求重叠目标的相互关联的国家和非国家行为者群体和薄弱的地方国家之间的冲突。

### 2010年代俄罗斯的活动
俄罗斯在叙利亚内战和俄乌战争等冲突中广泛使用瓦格纳集团等私人军事承包商，专家于2018年将其视为俄罗斯推进其利益的混合战争战略的关键组成部分 并混淆其参与和作用。具体来说，俄罗斯结合了传统作战、经济影响、网络战略和针对乌克兰的虚假信息攻击。
安全与战略研究中心主任贾尼斯·贝尔津什发表了大量文章，认为使用“混合”一词来描述俄罗斯战略具有误导性，因为俄罗斯有自己的定义和概念：“‘混合’一词 ”这个词很吸引人，因为它可以代表任何东西的混合。但是，它的基本框架与俄罗斯人提出的不同，因为前者是一个军事概念，是美国军事思想的结果。而且，新一代战争的概念还包括常规作战。换句话说，混合战争可能是新一代战争的一部分，但无法定义它。”
CNA高级研究科学家、威尔逊中心凯南研究所研究员迈克尔·科夫曼在2018年3月指出，西方频繁提及混合战争实际上是“一种难以理解的西方反应，在数十年选择针对微不足道的战争之后” 与另一个有能力应对各种冲突的国家进行对抗。”
俄罗斯在前苏联国家的活动被描述为霍布斯主义和冷战思维。
菲利普·布里德洛夫将军在2016年2月的美国参议院听证会上声称，俄罗斯正在利用难民削弱欧洲，并引导难民涌入，破坏地区和地区的经济稳定，制造社会动荡。2016年2月10日，芬兰国防部长尤西·尼尼斯托在北约国防部长会议上表示，芬兰希望俄罗斯开辟第二条战线，可能有多达100万移民越过芬兰与俄罗斯边境抵达。芬兰前外交部长、现任议会国防委员会主席伊尔卡·卡内尔瓦也发表了类似声明。

### 美国对俄罗斯活动的关注
莫斯科指责华盛顿在颜色革命期间对俄罗斯发动混合战争。2014年乌克兰独立广场起义进一步加深了它对与美国及其盟友处于战争或永久冲突状态的看法。
2014年11月，俄罗斯外交部长谢尔盖·拉夫罗夫在瓦尔代讨论俱乐部发表讲话时表示：
这是一个有趣的术语，但我首先将其应用于美国及其战争战略——这确实是一场混合战争，其目的不是在军事上击败敌人，而是改变奉行华盛顿政策的国家不喜欢的政权。它利用金融和经济压力、信息攻击、利用相应国家周边的其他人作为代理人，当然还有通过外部资助的非政府组织施加信息和意识形态压力。这难道不是一个混合过程，也不是我们所说的战争吗？

### 2010年代伊朗的活动
伊朗被指控进行混合战争。据BBC报道，“伊朗与其胡塞盟友一起，正在进行一场弱者对抗强者之间的冲突；战略教科书中所称的“混合冲突”。它借鉴了俄罗斯剧本中的许多策略——使用推诿、代理人、网络行动和信息战。”

### 伊朗对美国的看法
2019年，伊朗最高国家安全委员会秘书阿里·沙姆哈尼指责美国对伊朗和其他国家发动混合战争。

### 2010年代沙特和阿联酋的活动
沙特阿拉伯和阿拉伯联合酋长国被指控对卡塔尔进行混合战争。

### 中国的活动
中华人民共和国被指控对台湾和南中国海发动混合战争。

### 2021年白俄罗斯的活动
波兰和波罗的海国家指责白俄罗斯对欧盟发动混合战争，组织移民非法越境进入拉脱维亚、立陶宛和波兰，目的是破坏27国集团的稳定。